# 半自動散彈槍
半自動散彈槍（英語：Semi-automatic Shotgun）是每扣一次扳機能夠擊發一次的散彈槍，不需要每次都手動裝填下一發彈藥。這種武器使用推進藥的燃氣來排出空彈殼與裝填下一發彈藥。
第一支大量生產的半自動散彈槍是約翰·白朗寧所設計的白朗寧Auto-5，在1902年由赫爾斯塔爾國營工廠開始生產。Auto-5是後座式運作，此設計是之後約50年的半自動散彈槍的主要形式。

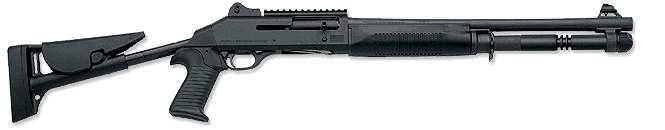
Benelli M4 Super 90

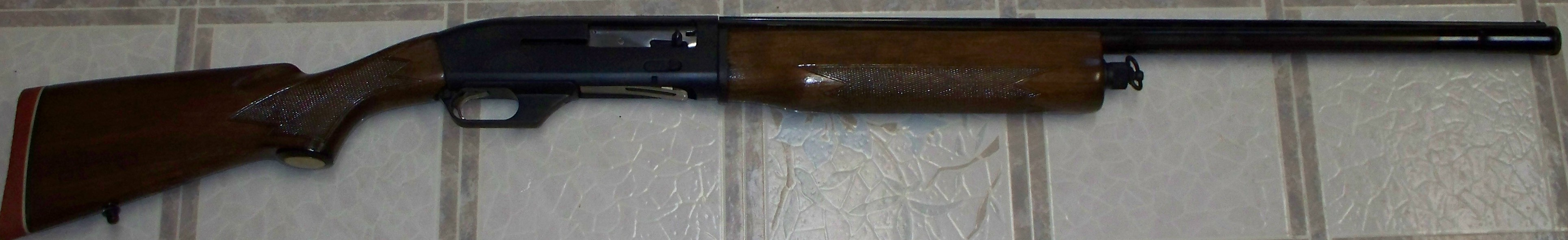
Ithaca Mag-10

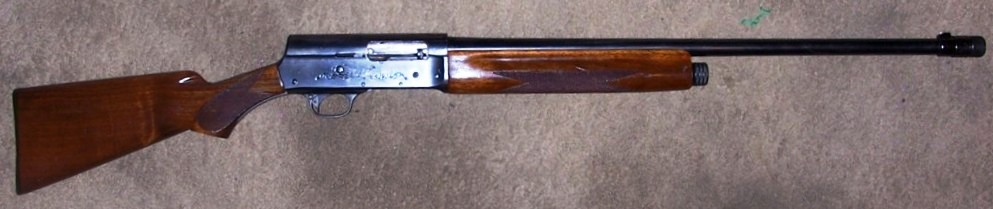
Remington Model 11/Browning Auto-5